# 얀나와

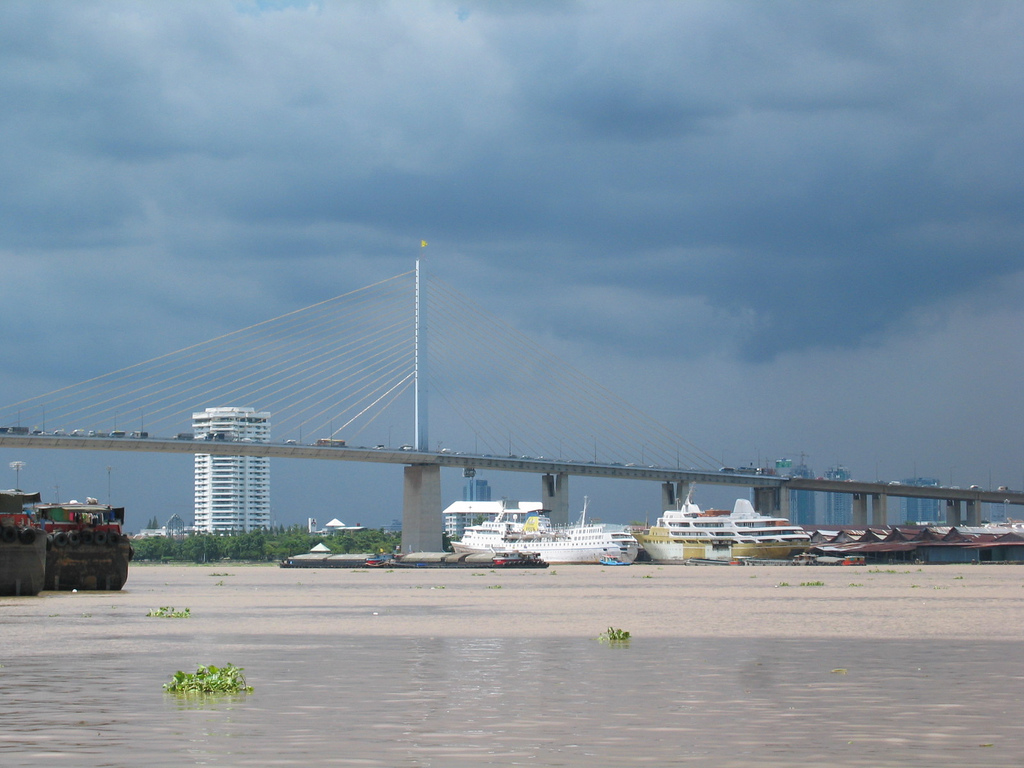

얀나와(ยานนาวา)는 방콕의 행정 구역이다. 이 지역의 총 인구 수는 2017년 기준으로 78,797명이다. 인구 밀도는 4,729.14km2이다. 랏부라나(짜오프라야강에 걸침), 방코램, 싸톤, 클롱뜨이와 경계하고 있다. 동에서 남쪽으로 사뭇쁘라깐주 프라쁘라댕군과 이웃하고 있다.

## 행정 구역
| 1. | Chong Nonsi     | ช่องนนทรี   |  |
| 2. | Bang Phongphang | บางโพงพาง |  |